# Resolución 263 del Consejo de Seguridad de las Naciones Unidas
La resolución 263 del Consejo de Seguridad de las Naciones Unidas, adoptada sin votación el 24 de enero de 1969, después de que la Asamblea General aprobara la resolución 2479 exaltando los beneficios de emplear más idiomas, el Consejo decidió incluir al ruso y al español entre sus idiomas de trabajo.